# Ghosts I-IV
Ghosts I—IV — шостий студійний альбом американського індастріал-гурту Nine Inch Nails, реліз якого відбувся 2 березня 2008 року. Альбом містить 36 інструментальних композицій, записаних протягом десяти тижнів восени 2007 року. У записі альбому брали участь Трент Резнор із давніми студійними співробітниками Аттікусом Россом та Аланом Молдер, а для запису декількох інструментальних партій були запрошені Алессандро Кортіна, Адріан Белью та Брайан Вільоне. Ghosts I—IV, задуманий спочатку як мініальбом з чотирьох композицій, представлений у формі чотирьох міні-альбомів з дев'ятьма треками в кожному. У треків немає назв, є тільки номер у списку композицій, що йде з номером томи, і відповідні зображення в буклеті.
Альбом є першим незалежним релізом Nine Inch Nails, Що вийшов після закінчення контракту з Interscope Records. Ghosts I—IV розповсюджується за ліцензією Creative Commons і по новій дистриб'юторської моделі — перший том поширювався абсолютно безкоштовно, завантажити альбом повністю коштувало п'ять доларів, десять доларів за два компакт-диски, 75 за Deluxe Edition з додатковим матеріалом, і 300 за найповнішу версію — Ultra-Deluxe Limited Edition. Також Резнор оголосив про початок власного «Кінофестивалю» на вебсторінці відеороликів YouTube, куди шанувальники групи могли завантажувати власноруч зроблені кліпи на композиції з Ghosts I—IV.
Реакція критиків на альбом була в загальній масі позитивна. багато друковані видання та інтернет-ресурси в своїх статтях зачіпали тему незвичайного способу релізу, згадуючи альбом In Rainbows британської групи Radiohead та спродюсований самим Резнор альбом The Inevitable Rise and Liberation of NiggyTardust! американського музиканта Сола Вільямса.

## Створення альбому

### Запис і музика
Фронтмен гурту Nine Inch Nails Трент Резнор оголосив у 2007 році, що гурт повністю виконав умови контракту з лейблом Interscope Records, і що він більше не буде працювати з компанією. Також Резнор заявив, що найімовірніше Nine Inch Nails будуть поширювати наступний альбом незалежно від звукозаписних компаній подібно альбому Сола Вільямса The Inevitable Rise and Liberation of NiggyTardust!, який продюсував Резнор.
По закінченні турне в підтримку Year Zero в 2007 році Резнор мав намір записати пластинку з ненавмисним концепцією. Ghosts I—IV вийшов з експерименту: «Правила були наступні: 10 тижнів, без ясної порядку денного, без роздумів, всі рухомо імпульсом. Те, що вийде за цей час, вийде як… щось» (англ. «The rules were as follows: 10 weeks, no clear agenda, no overthinking, everything driven by impulse. Whatever happens during that time gets released as... something»). Резнор заявив, що він давно думав про це і хотів створити таку пластинку вже кілька років, але не міг перш цього зробити через самої сутності записи.
Кістяк творчої команди проєкту складався з Трента Резнор, Аттікуса Росса та Алана Молдер. Концертні музиканти Nine Inch Nails Алессандро Кортіна, Адріан Белью та Брайан Вільоне також брали участь у записі інструментальних партій для декількох композицій. Резнор назвав початкові наміри групи експериментом та описав хід розвитку проєкту:
Коли ми почали працювати над музикою, ми з самого початку уявляли собі візуальний образ: місце, навколишнє оточення або ситуацію. А потім ми пробували описати це за допомогою звуку, текстур та мелодій. І розглядати це, в деякому розумінні, як саундтрек.Оригінальний текст (англ.)
When we started working with the music, we would generally start with a sort of visual reference that we had imagined: a place, or a setting, or a situation. And then attempt to describe that with sound and texture and melody. And treat it, in a sense, as if it were a soundtrack.

Музиканти створювали композиції через імпровізацію та експерименти. У результаті те, що повинно було стати одним міні-альбомом, наповнювалося новим матеріалом. Вільоне записував перкусію в композиціях 19 і 22. Він також розповів про те, що Резнор сказав йому з приводу записи:
Збери ударну установку. З'єднай всі, по чому ти хочеш стукати; бери все, що хочеш взяти. Радій та <… > займайся творчістю — подивися, куди твій розум і твої ідеї відведуть тебе. (англ. «Build a drumkit. Piece together any stuff that you want to bang on; rent what you want to rent. Have fun and <...> be creative — See where your mind and your ideas take you»).
Імпровізована ударна установка Вільоне становилася з пятідесятігаллонового сміттєвого відра, пари водоохолоджувальні глечиків та підносу для печива з проходить наскрізь ланцюгом. Алессандро Кортіна брав участь у записі десяти композицій, граючи на гітарі, бас-гітарі, дульцімере та електронних інструментах. Кортіна також зауважив, що його залучення в процес запису почалося з додаткових партій для декількох композицій, а закінчилося повноцінним співпрацею в цих композиціях. Адріан Белью також спочатку повинен був брати участь тільки в процесі запису, але з розвитком проєкту Резнор вказав його в буклеті ще й як співавтора двох композицій.

Ghosts I—IV майже повністю є інструментальним альбомом з парою композицій, що містять семпли вокалу. Резнор описав звучання альбому так:
Результат роботи з візуальної точки зору — [це] обволікання уявних локацій та сюжетів в звук і текстури; саундтрек для фантазій. (англ. «The result of working from a very visual perspective — dressing imagined locations and scenarios with sound and texture; a soundtrack for daydreams»).
Огляд альбому в журналі PopMatters містив порівняння музичного стилю альбому зі стилем Брайана Іно та Роберта Фріппа та включав його в категорію «дарк-ембієнт». В огляді альбом був названий «картиною з відтінків, зборами настроїв, з яких далеко не всі хороші» (англ. «...a tonal painting, a collection of moods and not all of these moods are good ones.»). National Public Radio та Rolling Stone також порівняли альбом з роботою Брайана Іно, у останньому проводилася паралель з інструментальними композиціями з пластинок Another Green World та My Life in the Bush of Ghosts. Роберт Крістгау теж порівняв Ghosts I—IV з музикою Іно і назвав альбом «ментальними шпалерами» (англ. «mental wallpaper»).
Ghosts I—IV містить велику різноманітність інструментів: фортепіано, гітара, бас-гітара, синтезатори, маримба, тамбурин, банджо, дульцимер та ксилофон. Багато інструменти електронно вибрані або перекручені. Ударні музичні інструменти, використані Брайаном Вільоне, великою мірою були зібрані зі знайдених об'єктів та домашнього начиння.

### Оформлення альбому

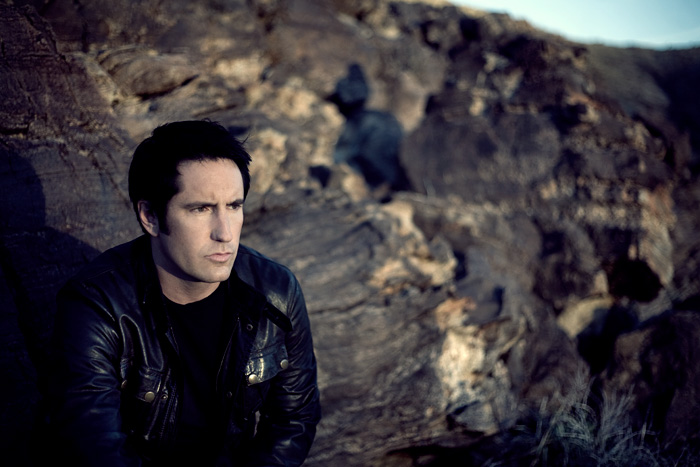
Промо-фото Трента Резнор для Ghosts I—IV

Роб Шерідан виконував обов'язки артдиректора в співпраці з Artist in Residence. Шерідан також був артдиректором двох попередніх альбомів Nine Inch Nails, With Teeth та Year Zero. Всі версії Ghosts I—IV містять різну (або додаткове) оформлення. 40-сторінковий файл PDF йде з кожним альбомом та містить фотографії для кожної з 36 композицій. Ці фото також вбудовані в ID3-теги кожної завантажуваної з інтернету композиції.

## Реліз альбому
2 березня 2008 Ghosts I—IV став доступний для завантаження та замовлень в різноманітності форматів та видань з офіційного сайту Nine Inch Nails. Єдиним вказівкою на вихід альбому стало повідомлення Трента Резнор в блозі на nin.com: «Два тижні!» (англ. «2 weeks!»). Ghosts I—IV вийшов на власному лейблі Резнор The Null Corporation та поширюється в Північній Америці компанією RED Distribution, в Європі — Pinnacle Records, в Австралії — Shock Records, а в Японії — Hostess Entertainment Unlimited. Альбом доступний в різних версіях — від безкоштовної девятітрековой версії до найдорожчої та повною Ultra-Deluxe Limited Edition за 300 доларів. Всі 2500 копій обмеженого видання розійшлися в перший же день, а вебсайт групи деякий час був недоступний через перенавантаження серверів охочими скачати альбом. Резнор заявив про можливість появи наступних томів  «Ghosts»  в майбутньому.
Альбом розповсюджується за ліцензією Creative Commons Attribution Non-Commercial Share Alike, яка дозволяє використовувати або змінювати матеріал в некомерційних цілях та поширювати за схожою ліцензії.

### Версії альбому
Ghosts I—IV вийшов в шести різних версіях:
| Вміст              | Ghosts I                                    | Завантажували версія                                                                                                  | Стандартне видання                | Комплект грамплатівок                            | Deluxe Edition | Ultra-Deluxe Limited Edition |
| ------------------ | ------------------------------------------- | --- | --------------------------------- | ------------------------------------------------ | --- | --- |
| Носій              | - 9 ×MP3                                    | - 36× MP3 - 36×FLAC - 36×Apple Lossless                                                                               | - 2 ×Компакт-диск                 | - 4 ×LP                                          | - 2 × CD - 1 ×DVD - 1 ×Blu-ray Disc | - 2 × CD - 1 × DVD - 1 ×Blu-ray - 4 × LP |
| Технічні ці        | - 320 кбіт/с                                | - 320 кбіт/с (MP3) - Стиснення без втрат (FLAC, ALAC)                                                                 | - Audio CD                        | - 130-грамовий вініл, lP, 33⅓ об/хв, стереофонія | - Audio CD - DVD-Data - BD-Audio (Імпульсно-кодова модуляція, стерео)                                                                                    | - Audio CD - DVD-Data - BD-Audio (PCM, стерео) - 180-грамовий вініл, 12", 33⅓ об/хв, стерео                                                                                            |
| Оформлення         | - вбудовані зображення - обкладинка альбому | - вбудовані зображення - обкладинка альбому - шпалери для робочого столу, аватари, банери - 40-сторінковий PDF-буклет | - 16-сторінковий буклет - Digipak | - Буклет-розворот з кишенею для грамплатівок     | - 48-сторінковий буклет у твердій обкладинці - чорний футляр з тканини - DVD з даними містить всі доступні для скачування версії та исходники композицій | - 48-сторінковий буклет у твердій обкладинці - чорний футляр з тканини - дві унікальні картини жікле - DVD з даними містить всі доступні для скачування версії та исходники композицій |
| Примітки           |                                             | |                                   |                                                  | | - обмежене видання в 2500 копій - кожна копія підписана Резнор особисто |
| Ціна в доларах США | безкоштовно                                 | 5 | 10                                | 39                                               | 75 | 300 |
| Дата випуску       | 2 березня 2008                              | 2 березня 2008 | 8 квітня 2008                     | 8 квітня 2008                                    | 1 травня 2008 | 1 травня 2008 |

### Кінофестиваль
Приблизно після двох тижнів після релізу Ghosts I—IV Резнор оголосив про організований ним кінофестивалі в підтримку альбому на офіційному каналі Nine Inch Nails на YouTube. У заяві також говорилося, що альбом був майже повністю позбавлений візуального оформлення, щоб надати чисте полотно для проєкту. Крім цього Резнор заявив, що проєкт був задуманий не як конкурс, а «як експеримент у співпраці та можливість для нас взаємодіяти за межами типових односторонніх відносин між артистом та шанувальником» (англ. «...an experiment in collaboration and a chance for us to interact beyond the typical one-way artist-to-fan relationship»). Більш 1000 відеокліпів були завантажені та представлені на розгляд, і понад 6000 учасників приєдналися до спільноти кінофестивалю в березні 2008 року. На сторінці спільноти повідомляється, що для завантаження відео відсутні встановлені терміни. Всі відеозаявки додаються до спільноти  «NIN Ghosts».

### Концертне виконання
Матеріал з альбому Ghosts I—IV виконувався під час туру «Lights in the Sky» у 2008-ом як окрема секція інструментальних композицій в середині концерту. Для виконання використовувалися акустичні інструменти маримба, фісгармонія, дзвіночки, контрабас та різні зроблені в домашніх умовах ударні інструменти. Сегмент  «Ghosts»  був пізніше прибраний сет-листа турів «NIN|JA» і «Wave Goodbye», оскільки Резнор вважав, що інструментальні композиції не підходять до решти виконуваного репертуару групи.

## Реакція громадськості

### Продажі та позиції в чартах
Випуск альбому через офіційний сайт Nine Inch Nails був ускладнений проблемами з великим потоком даних та кількістю запитів. Пізніше було додано кілька додаткових серверів, що дозволило сайту знову запрацювати. Через тиждень після релізу на сайті було заявлено про більш ніж 750 000 замовлень та завантажень, зібравши більше 1,6 мільйонів доларів на продажах. Ultra-Deluxe Limited Edition були розпродані менш ніж за 30 годин після додавання можливості попереднього замовлення. Ghosts I—IV займає четверту позицію серед самих програються альбомів на Last.fm за 2008-ий рік, і був самим продаваним альбомом у форматі MP3 на сайті Amazon.com.
Фізичний реліз займав кілька позицій в чартах у всьому світі, включаючи 14-е місце в Billboard 200 та перше місце в Dance/Electronic Albums. Ghosts I—IV також зайняв місця: 15 в Австралії, 58 в Австрії, 3 в Канаді, 26 в Новій Зеландії і 60 в UK Albums Chart.
Після випуску Ghosts I—IV та аналогічного релізу наступного альбому Nine Inch Nails The Slip, Резнор заявив, що «не вважає все це приголомшуючим успіхом» (англ. «It doesn't feel like an overwhelming success to me»).

### Реакція критиків
Реакція критиків на альбом Ghosts I—IV була в більшості своїй позитивною. На американському вебзібранні Metacritic рейтинг альбому становить 69 % з 12 рецензій. Сет Колтер Воллс, журналіст Newsweek, описав альбом як «якусь поглинальну музичну пригоду, яку ті, що вижили з всезнаючих продавців в музичних магазинах стали б усукувати своїм клієнтам, якщо б вони могли продавати альбом». Сайт IGN дав альбому оцінку 8,7 з 10: «Музика є настільки захоплюючою та охоплює, що час перестає бути одним із факторів — як мінімум доти, поки остаточно не зупиниться музика». Журнал PopMatters дав альбому 8 з 10 і описав альбом як «36 треків, але жодної пісні» та «темний, задумливий <… > западаючий в пам'ять [альбом]». Pitchfork Media піддали альбом критиці: «… майже всі безіменні інструментальні замальовки сприймаються худими та напівготових», давши оцінку 5,0 з 10. Журнал Blender також негативно відгукнувся про альбом: «Nine Inch Nails повертаються без нагляду лейбла, без обмежень і без [хороших] мелодій». Газета «Вашингтон пост» заявила, що альбом «володіє багатьом <… > тепер це найцікавіший NIN за кілька років», і що кожна композиція на альбомі — це «звуковий еквівалент срібного кулі, який зависає в твоїй кімнаті <…> [ і потім] вибухає на мільйон блискучих ртутних кульок, які розхлюпувати на підлозі до того як зібратися назад у велику круглу масу».
Незвичайний метод розповсюдження альбому також привернув увагу різних новинних агентств, як наприклад журналіста Wired Еліота ван Бускірка, який своєю чергою назвав альбом «дивно екстенсивним релізом». Бен Ворт із «Волл-стріт джорнел» заявив, що «більшість підприємців могли б багато чому навчитися у експериментів [Резнор] з бізнес-моделями в інтернеті». Також багато новинні агентства порівнювали вихід Ghosts I—IV з онлайн-релізом In Rainbows британської групи Radiohead, супутньою схемою вільного платежу, коли викачує міг заплатити абсолютно будь-яку суму за альбом, або не платити взагалі; та схожий реліз альбому Сола Вільямса (продюсером якого був сам Резнор) The Inevitable Rise and Liberation of NiggyTardust! в цьому ж році. Журнал Rolling Stone назвав альбом «новим експонатом для ЗМІ» (англ. «a new media showpiece»); в той час як онлайн-ресурс Tiny Mix Tapes заявив, що «обставини, супутні релізу, настільки далекоглядні, що вони можуть бути розцінені як засіб отримання високих оцінок альбому, а не самій музиці» (англ. «The circumstances surrounding the release are so forward-thinking that they could be considered just as key to appreciating the album as the music itself»). На бізнес-сайті The Motley Fool була опублікована стаття з назвою «Music Industry Gets Nailed Again» (в пер. з англ. «Музичну індустрію знову прибивають цвяхами» — обігрується назву групи) заявляючи, що «такі інноватори як Nine Inch Nails прокладають шлях новим бізнес-моделям, які можуть обійти посередників, роблячи щасливими артистів та шанувальників» (англ. «Innovators like Nine Inch Nails are paving the way for new media business models that may bypass the middleman while making sure artists and fans are happy»). У рецензії, опублікованій на сайті PopMatters, Ghosts I—IV названий «безцільною купкою <…> інструментальних композицій, упакованих в геніальну маркетингову схему» та заявив, що альбом — це «власне реліз компакт-диска з парою замовляються поштою спеціальних видань для 'справжніх фанів'».

### Нагороди та визнання
Ghosts I—IV був номінований на дві премії Греммі в категоріях «Найкраще інструментальне рок -виступ» (композиція «34 Ghosts IV») та «Найкращий бокс-сет або упаковка лімітованого видання»; таким чином музика під ліцензією Creative Commons вперше була номінована на Греммі. Після релізу Ghosts I—IV і наступного альбому, The Slip, Резнор отримав премію Веббі як артист року. Журнал Rolling Stone дав  Трент Резнор 46-те місце в списку «100 людей, які міняють Америку», роблячи висновок, що він є «самої творчою персоною у всеосяжній пост-CD ері» (англ. «...the Nine Inch Nails leader has been more creative than anyone in embracing the post-CD era»).

## Список композицій
Весь матеріал був написаний Трент Резнор та Аттікус Росс, якщо не вказано інше.

### Ghosts I
1. «1 Ghosts I» — 2:48
2. «2 Ghosts I» — 3:16
3. «3 Ghosts I» — 3:51
4. «4 Ghosts I» — 2:13  (Алессандро Кортіна, Резнор, Росс)
5. «5 Ghosts I» — 2:51
6. «6 Ghosts I» — 4:18
7. «7 Ghosts I» — 2:00
8. «8 Ghosts I» — 2:56
9. «9 Ghosts I» — 2:47

### Ghosts II
1. «10 Ghosts II» — 2:42
2. «11 Ghosts II» — 2:17  (Кортіна, Резнор, Росс)
3. «12 Ghosts II» — 2:17
4. «13 Ghosts II» — 3:13
5. «14 Ghosts II» — 3:05
6. «15 Ghosts II» — 1:53
7. «16 Ghosts II» — 2:30
8. «17 Ghosts II» — 2:13  (Кортіна, Резнор, Росс)
9. «18 Ghosts II» — 5:22

### Ghosts III
1. «19 Ghosts III» — 2:11  (Брайан Вільоне, Кортіна, Резнор, Росс)
2. «20 Ghosts III» — 3:39
3. «21 Ghosts III» — 2:54
4. «22 Ghosts III» — 2:31  (Вільоне, Кортіна, Резнор, Росс)
5. «23 Ghosts III» — 2:43
6. «24 Ghosts III» — 2:39
7. «25 Ghosts III» — 1:58  (Адріан Белью, Резнор, Росс)
8. «26 Ghosts III» — 2:25
9. «27 Ghosts III» — 2:51  (Белью, Резнор, Росс)

### Ghosts IV
1. «28 Ghosts IV» — 5:22
2. «29 Ghosts IV» — 2:54  (Кортіна, Резнор, Росс)
3. «30 Ghosts IV» — 2:58
4. «31 Ghosts IV» — 2:25
5. «32 Ghosts IV» — 4:25
6. «33 Ghosts IV» — 4:01  (Кортіна, Резнор, Росс)
7. «34 Ghosts IV» — 5:52
8. «35 Ghosts IV» — 3:29
9. «36 Ghosts IV» — 2:19

### Бонус-треки
Deluxe Edition та Ultra-Deluxe Limited Edition містять два додаткових треку, доступних тільки після реконструкції за допомогою исходников на DVD. Другий бонус-трек містить композиційну структуру, схожу на «Demon Seed» з наступного альбому The Slip групи Nine Inch Nails.
1. «37 Ghosts» — 2:20
2. «38 Ghosts» — 4:51

### Учасники
- Трент Резнор — виконавець, продюсер, оформлення
- Аттікус Росс — продюсер, програмування, аранжування
- Алан Молдер — продюсер, мікшування
- Алессандро Кортіна — гітара  (4, 11, 17, 20, 24, 28) , бас  (4) , цимбали  (22) , електроніка  (19, 22, 29, 33)
- Адріан Белью — гітара  (3, 4, 7, 10-11, 14, 16, 21, 25, 27, 31-32, 35) , електроніка  (25) , марімба  (30)
- Брайан Вільоне — ударні  (19, 22)
- Том Бейкер — запис
- Роб Шерідан — оформлення, фотографії[3]
- Artist in Residence — оформлення[3]
- Філліп Грейбілл — фотографії
- Тамар Левін — фотографії